# Ben Kiernan
Pour les articles homonymes, voir Kiernan.
Ben Kiernan né en 1953 à Melbourne, en Australie est un professeur d'histoire à l'université Yale. Il est spécialiste du génocide cambodgien. Il est notamment le directeur du Programme sur le génocide cambodgien (PGC), conduit depuis 1994 par l'université américaine Yale et financé par le département d'État américain. 
Gregory Stanton, également spécialiste du génocide cambodgien, est un de ses anciens élèves.

## Critiques
Le travail de Kiernan avant 1978, en particulier son travail avec la publication de News From Kampuchea, a été critiqué comme pro-Khmers rouges (voir déni du génocide au Cambodge (en),). En effet, avant d'entamer ses travaux d'historien sur le Cambodge, Ben Kiernan fait partie des intellectuels procommunistes qui saluent la « libération » de Phnom Penh par les Khmers rouges en 1975.
Alors que Kiernan est devenu un critique du comportement des Khmers rouges, Peter Rodman déclare que « lorsque Hanoï s'est tourné publiquement contre Phnom Penh, il est soudainement devenu respectable pour de nombreux membres de la gauche de » découvrir « les qualités meurtrières des Khmers rouges - qualités qui étaient évidentes à des observateurs impartiaux pendant des années. Kiernan correspond parfaitement à ce modèle. Son livre montre même un désir d'absoudre de toute responsabilité génocidaire les membres des Khmers rouges qui ont fait défection à Hanoi et ont ensuite été réinstallés au pouvoir à Phnom Penh par l'invasion vietnamienne du Cambodge en 1978. »
En 1994, Kiernan reçoit une subvention de 499 000 $ du Congrès des États-Unis pour aider le gouvernement cambodgien à documenter les abus des Khmers rouges. Stephen J. Morris, à l'époque chercheur associé au département du gouvernement de l'université Harvard, cite alors les déclarations que Kiernan avait faites au sujet des Khmers rouges dans les années 1970. Dans un article d'opinion du Wall Street Journal, Morris affirme que les opinions antérieures de Kiernan faisaient de lui un mauvais choix pour étudier les abus des Khmers rouges. Gerard Henderson, directeur exécutif de l'Institut australien de Sydney, déclare que Kiernan avait « apporté son support aux Khmers rouges lorsque les champs de la mort cambodgiens étaient étouffés par des cadavres ». L'article de Morris a été contesté par 29 spécialistes cambodgiens qui ont fait l'éloge de Kiernan comme « un historien de premier ordre et un excellent choix pour la subvention du département d'État,. »
L'ouvrage de Kiernan de 2017, Việt Nam: A History from Earliest Times to the Present, a été critiqué pour son incapacité à lire les sources primaires, son mauvais choix de sources secondaires et le manque de mise à jour des études sur le Vietnam prémoderne et la guerre du Vietnam, parmi « de nombreuses erreurs factuelles, interprétations erronées et problèmes » dans le livre.